# Filosofia positiva e filosofia negativa
Filosofia positiva e filosofia negativa sono i due poli, contrapposti e complementari, in cui si articola la riflessione teologica e filosofica, così designate in particolare dall'idealista Friedrich Schelling.

## Filosofia negativa
La filosofia negativa è per Schelling quel tipo di riflessione preliminare che può stabilire soltanto le condizioni negative o necessarie, ma non sufficienti, perché qualcosa esista. Essa coglie il dato empirico su un piano logico o concettuale, racchiudendolo in un sistema, senza potere in nessun modo farlo venire all'essere, dal momento che l'esistenza nasce da una volontà libera e irriducibile alla mera necessità razionale. La filosofia negativa ha dunque una natura principalmente critica, perché elimina, esclude dal suo oggetto gli aspetti accidentali, ne segna i limiti senza i quali esso non potrebbe esistere, concentrandosi sulla sua essenza.
(F. Schelling, Lezioni monachesi sulla storia della filosofia moderna, 1827)
Si tratta di processo analogo all'ascesi propria della teologia negativa, che nella prova ontologica riconosceva Dio come ente necessario, da ammettere cioè per un'impossibilità logica di pensare diversamente, la cui esistenza veniva dimostrata in quanto già implicita nell'essenza. E tuttavia, una tale idea perfettissima di Dio, pur essendo valida sul piano logico, è ancora spoglia, priva di quel contenuto vivo che non la renda solo un astratto artificio della mente.
Alla filosofia negativa è quindi affidato un compito importante, in vista però di qualcos'altro: essa cioè deve essere integrata da una filosofia positiva, che mostri la manifestazione tangibile di Dio nella realtà e nella storia. Soltanto in questo passaggio ulteriore, andando paradossalmente oltre se stessa, e non illudendosi di poter riposare nella propria autosufficienza, la filosofia negativa acquista senso e significato.

## Filosofia positiva
La filosofia positiva rappresenta l'aspetto complementare a quello puramente logico-negativo della filosofia, mirando a ritrovare il fondamento metafisico della realtà non nel ragionamento, bensì nella pratica, nell'esperienza che l'uomo ha di Dio nel corso dei secoli.
La filosofia negativa funge tuttavia da premessa necessaria alla fase positiva, perché questa può sorgere soltanto al culmine della ricerca razionale, quando la ragione scopre che il contenuto da essa tanto cercato non si trova al suo interno, bensì fuori di sé. Colta da stupore, prende coscienza di un abisso, e che il suo sapere si è tramutato in non-sapere. Si rende conto infatti che il suo pensare è reso possibile da un Essere sovra-razionale da cui procede, che essa non può dedurre da sé in termini logici, ma per accogliere il quale deve prima sapersi aprire all'estasi (da ex-stasis, «essere fuori»): questo è il momento in cui l'anima diviene nous, intelligenza, la quale però non è ancora Dio, ma sperimenta la propria nullità, la propria paralisi e stupore. Essa potrà attingere Dio solo attraverso una rivelazione da parte di Dio stesso, in una fase discendente rivolta verso il mondo, complementare a quella ascendente della negazione.
Questa fase si dipana in due momenti successivi, descritti da Schelling come filosofia della Mitologia, e filosofia della Rivelazione.
- Il primo stadio è quello della mitologia: se questa viene colta nel suo lato essenziale e non giudicata a prima vista come un insieme di credenze antiche e superate, essa riesce a svelare, in forma positiva, i segni e le forme in cui si articola la storia umana. Mentre il pensiero logico rimane incapace di afferrare la particolarità e la concretezza della realtà in divenire, quello mitologico ne consente una conoscenza più appropriata. Il mito infatti è tautegorico, non allegorico, nel senso che non va spiegato sulla base di presunte verità ad esso pregresse, ma esprime solo se stesso come particolare nodo di sviluppo del lungo cammino della coscienza umana.

(F. W. J. Schelling, Filosofia della rivelazione, II)
- Il secondo stadio che consente l'accesso ad un sapere "positivo" è quello rivelato direttamente da Dio: mentre la mitologia non va oltre una concezione puramente naturalistica di Dio, la filosofia della Rivelazione, resa possibile dall'annuncio cristiano, riesce ad innalzarsi a una conoscenza di tipo soprannaturale. Per Schelling l'essenza del cristianesimo è data dalla sua natura intimamente storica, che si esprime in particolare nell'Incarnazione del Cristo.

(F. W. J. Schelling, Filosofia della rivelazione, III)
Nell'Incarnazione del Cristo sta dunque l'immenso valore della religione cristiana, il cui contenuto fondamentale non dev'essere ridotto, come voleva Hegel, a un insieme di precetti morali dettati dalla ragione, delle quali la vicenda umana di Gesù rappresenterebbe solo l'involucro esteriore: «Il contenuto fondamentale del Cristianesimo è appunto Cristo stesso, non ciò che Egli ha detto, ma ciò che Egli è, ciò che Egli ha fatto. Il Cristianesimo non è immediatamente una dottrina, esso è una realtà».
L'evoluzione cristiana descritta nell'Antico e soprattutto del Nuovo Testamento si svolgerà secondo tre linee di sviluppo analoghe al ruolo dei tre apostoli, Pietro, Paolo e Giovanni, all'interno della Chiesa:
(Friedrich Schelling, Filosofia della Rivelazione, trad. di Adriano Bausola, pag. 1003, Bompiani, 2002)

## Negatività e positività nella filosofia contemporanea
Il problema di conciliare l'aspetto negativo della filosofia con la positività della realtà e della vita, trova nel filosofo cattolico Luigi Pareyson ulteriori sviluppi. Egli vede in Schelling l'interprete privilegiato della negatività dell'esistenza, colui che fonda sulla libertà, anziché sulla necessità, la possibilità del male e della sofferenza.
(Luigi Pareyson, Ontologia della libertà, pag. 59, Einuaudi, Torino 1995)
Pareyson ha scorto nella filosofia positiva e negativa di Schelling non solo un'anticipazione dei temi dell'esistenzialismo, ma anche una profonda affinità con Heidegger al punto da far ritenere Schelling un filosofo talmente attuale da essere persino post-heideggeriano, la cui interpretazione «può essere innovata a partire da Heidegger proprio perché Heidegger ha avuto Schelling all'origine del suo pensiero».
Il tema della positività e negatività dell'Essere è d'altronde presente in Heidegger nei suoi richiami alla differenza ontologica, di ascendenza teologica, per cui Dio si rivela anche e soprattutto nella storia, nel suo «darsi» nel tempo, ma il suo rivelarsi è al contempo un ritrarsi: come la luce che non vediamo direttamente, ma solo in quanto rende visibili gli oggetti, così l'Essere rimane nascosto dietro quel che fa apparire.
Un'affinità con la via negativa della teologia medioevale è stata individuata, nell'ambito della filosofia della scienza, nel criterio della falsificabilità enunciato da Karl Popper, laddove il principio scolastico per cui «non possiamo sapere cosa è Dio, bensì cosa non è», assomiglia all'asserzione popperiana che «le leggi naturali sono paragonabili a divieti: non affermano che qualcosa esiste, ma la negano». Si tratta dell'indirizzo di pensiero noto come razionalismo critico, rielaborazione del criticismo kantiano, che assegna alla ragione un ruolo essenzialmente critico, negativo, e sul quale sono state sollevate diverse problematicità, che pure lo stesso Popper ha mostrato di comprendere, data la necessità logica di relazionare ogni negativo («cosa non è») ad un positivo («cosa è»), non potendo l'uno sussistere senza l'altro.
Un'analoga affinità con la teologia negativa è stata rilevata nella cosiddetta «dialettica negativa» di Theodor Adorno, esponente della scuola di Francoforte, seppure in una prospettiva materialista.